# Dimeria keenanii
Dimeria keenanii är en gräsart som beskrevs av Norman Loftus Bor. Dimeria keenanii ingår i släktet Dimeria och familjen gräs.
Artens utbredningsområde är Burma. Inga underarter finns listade i Catalogue of Life.